# Estadio Olímpico Benito Juárez
Estadio Olímpico Benito Juárez – wielofunkcyjny stadion w meksykańskim mieście Ciudad Juárez, w stanie Chihuahua. Został zbudowany w 1981 roku, a nazwany na cześć byłego prezydenta Meksyku i bohatera narodowego Benito Juáreza. Może pomieścić 22,300 widzów, jest domowym stadionem klubu piłkarskiego Indios de Ciudad Juárez. Na jego inaugurację został zorganizowany mecz Reprezentacja Meksyku - Atlético Madryt. Właścicielem stadionu jest Universidad Autónoma de Ciudad Juárez. Fani Indios zawsze przychodzą na mecze w czerwonych lub białych koszulkach. 